# Comin’ Together
Comin’ Together ist der Titel der 1977 veröffentlichten ersten Schallplatte der deutschen Rockband Fargo. Dabei handelte es sich um eine Single, die jedoch keine Auskoppelung aus einem Album darstellte. Das erste Album der Gruppe erschien erst 1979.

## Hintergrund
Fargo war 1973 von Peter Knorn gegründet worden. Seine musikalischen Einflüsse lagen im Bluesrock, und er liebte Jam-Sessions, wie sie beispielsweise Deep Purple live darboten. Im Laufe der folgenden Jahre, in denen Fargo ausschließlich Konzertauftritte absolvierte, gab es häufige Besetzungswechsel.
Zu den Musikern, die in dieser Zeit zur Gruppe stießen und sie nach verhältnismäßig kurzer Zeit wieder verließen, gehörte der professionelle Gitarrist Manfred Kraski, der 1974 Mitglied der Band wurde. Zu den Liedern, die der erfahrene Songwriter für Fargo geschrieben hatte, gehörte auch Comin’ Together, das beim Publikum der Gruppe sehr beliebt war und häufig gespielt wurde. Fargo wurde allein 1975 für 35 Konzerte gebucht. Am Anfang des Jahres 1976 verließ Kraski die Band jedoch.
Neben Kraski hatte auch ein weiterer Gitarrist die Band verlassen, und Knorn warb für die Nachfolge der beiden Musiker Matthias Jabs von der Band Deadlock und Peter Ladwig von Petticoat ab. Jabs blieb bis Ende 1976 Mitglied der Gruppe, und statt eines neuen Gitarristen wurde nun der Keyboarder Erwin Kania verpflichtet, der 1972 das Album By the Way mit Frumpy aufgenommen hatte. Kanias Interesse lag allerdings mehr im Jazz. Mit seiner Orgel (Hammond A-100) brachte er der Gruppe aber andere Soundmöglichkeiten.
Nach einer weiteren Tournee, die im Sommer 1977 endete, begab sich die Band ins Studio, um ein Demo aufzunehmen. Die Wahl fiel auf Comin’ Together, das Peter Ladwig, dessen vorrangige Aufgabe in der Band das Songwriting geworden war, bereits kurz nach seinem Einstieg in die Gruppe mit einem neuen Text versehen hatte. Darüber hinaus war das Lied aufgrund seiner Beliebtheit beim Publikum im Liveset der Gruppe geblieben.
Zu dieser Zeit bot das Label Lava Records an, eine Single von Fargo zu finanzieren und herauszubringen. Das von Ladwig geschriebene neuere Lied Hollywood wurde als B-Seite dafür ausgewählt.
Die Schallplatte wurde in einer Auflage von 500 Stück gepresst und bei Konzerten der Gruppe zum Preis von zwei DM verkauft.